# Cithaerias songoana
Cithaerias songoana är en fjärilsart som beskrevs av Max Cardoso Langer 1944. Cithaerias songoana ingår i släktet Cithaerias och familjen praktfjärilar. Inga underarter finns listade i Catalogue of Life.